# Набэсима Наохиро (1618—1661)
Набэсима Наохиро (яп. 鍋島 直弘, 9 августа 1618 — 1 августа 1661) — самурай княжества Сага раннего периода Эдо, 1-й глава линии Сироиси рода Набэсима.

## Биография
Восьмой сын Набэсимы Кацусигэ, 2-го даймё Саги. Мать, Когэн-ин (Кикухимэ), приёмная дочь Токугавы Иэясу и родная дочь Окабэ Нагамори. Вскоре после своего рождения он был усыновлён вассалом отца Наритоми Сигэясу.
В 1633 году Наохиро получил 1000 коку от Сигэясу и основал семью. В 1637 году участвовал в подавлении Симабарского восстания. В 1642 году его жалование было повышено до 6000 коку. В 1646 году он получил фамилию Набэсима от своего родного отца Кацусигэ и стал членом семьи. В 1656 году его жалование составляло 9025 коку, что было третьим по величине в семье.
Набэсима Наохиро основал линию Сироиси Набэсима, названную по резиденции в Сироиси. В конце правления Набэсима Мицусигэ семья Сироиси Набэсима имела доход более 20 276 коку.
Первая жена, Оцунари, дочь Набэсимы Мотосигэ и племянница Наохиро. Вторая жена, Оман, дочь Набэсимы Сигэцуны.